# Guccini Live Collection
Guccini Live Collection è il diciottesimo album di Francesco Guccini, quinto dal vivo, pubblicato nel 1998 dall'etichetta discografica EMI.

## Il disco
Nel libro Un altro giorno è andato, Guccini afferma che questo disco non è stato voluto da lui, o meglio lui ha solo dato il consenso alla EMI per pubblicarlo e non ha seguito tutte le fasi della produzione. Come prova della sua estraneità a quell'opera, il cantautore porta il fatto che nella versione originale il titolo Un altro giorno è andato è scritto con l'apostrofo (Un'altro giorno è andato). Il disco fa parte infatti di una linea editoriale della EMI che prevedeva un album live di molti artisti. Guccini non ha neanche partecipato alla veste grafica dell'album e alla scelta delle canzoni.
Il disco è un'antologia di canzoni dal vivo tratte dai tre precedenti album live, ossia Album concerto con i Nomadi, Fra la via Emilia e il West e ...quasi come Dumas..., più 8 brani mai pubblicati prima in versione dal vivo: Quello che non, Via Paolo Fabbri 43, Farewell, Scirocco (registrazioni del 1994), Cyrano e Canzone per Silvia (1996) e Quattro stracci e L'avvelenata (1998).

## Tracce
CD1
1. Canzone per un'amica - 4:12
2. Canzone per Silvia - 5:07
3. Quello che non - 4:02
4. Il vecchio e il bambino - 3:42
5. Quattro stracci - 4:16
6. Cirano - 6:22
7. Venezia - 4:12
8. Bologna - 4:53
9. Canzone quasi d'amore - 3:41
10. Via Paolo Fabbri 43 - 9:13
11. Autogrill - 4:28
12. L'isola non trovata - 2:46
13. Asia - 4:41
14. Un altro giorno è andato - 3:53

CD2
1. Eskimo - 7:36
2. Auschwitz - 5:20
3. Canzone delle osterie di fuori porta - 5:45
4. Farewell - 5:29
5. Incontro - 3:12
6. Due anni dopo - 4:59
7. Primavera di Praga - 4:51
8. Scirocco - 5:21
9. L'avvelenata - 4:41
10. Dio è morto - 2:52
11. La locomotiva - 7:52
12. Statale 17 - 3:17
13. Noi non ci saremo - 3:25

## Musicisti
- Francesco Guccini: voce e chitarra acustica
- Ellade Bandini: batteria
- Lele Barbieri: batteria
- Juan Carlos Biondini: chitarra
- Beppe Carletti: tastiera
- Chris Dennis: chitarra, violino
- Augusto Daolio: voce
- Umberto Maggi: chitarra, basso
- Roberto Manuzzi: tastiera, sassofono, fisarmonica, armonica a bocca
- Antonio Marangolo: sassofono
- Paolo Lancellotti: batteria
- Alessandro Simonetto: chitarra, fisarmonica, mandolino
- Ares Tavolazzi: basso
- Vince Tempera: tastiera, sassofono
- Jimmy Villotti: chitarra

## Produzione
- Renzo Fantini: produzione
- Fonoprint: registrazioni dal vivo
- Roberto Costa: registrazioni dal vivo
- Roberto Barillari: registrazioni dal vivo
- Massimo Carpani: registrazioni dal vivo
- Roberto Serra: fotografia
- Michele Di Lernia: fotografia
- Angela Tagliabue: fotografia
- Giuseppe Spada: progetto grafico

## Concerti
- novembre 1979: Piumazzo, Pàvana
- 17/09/1988: Milano
- 26/09/1988: Pordenone
- 03/10/1988: Praga
- 29/04/1994: Udine
- 10/12/1996: Firenze
- 30/01/1998: Siena